# Eysturkommuna
Eysturkommuna – gmina na Wyspach Owczych, terytorium zależnym Danii, leżącym na Morzu Norweskim. Sąsiaduje ona z trzema innymi gminami: Fuglafjarðar, Nes oraz Runavíkar kommuna. Siedzibą władz gminy jest Leirvík.
Gmina ta znajduje się w centralnej części zachodniego wybrzeża wyspy Eysturoy. Obejmuje sobą 42 km², a w jej granicach znajduje się kilka szczytów, z których najwyższym jest Tyril (645 m n.p.m.).
Nazwa gminy z farerska oznacza dosłownie Zachodnia Gmina, co odnosi się do nazwy wyspy, na której leży – Eysturoy (Wyspa Zachodnia).
Według danych z 1 stycznia 2014 roku liczba ludności w gminie wynosi 1 933 osoby.

## Historia
Eysturkommuna jest młodą jednostką administracyjną. Utworzono ją 1 stycznia 2009, kiedy odbyła się reforma administracyjna na Wyspach Owczych - liczbę gmin z trzydziestu czterech zmniejszono do trzydziestu. Jednym z podjętych kroków było złączenie gmin Leirvík oraz Gøta w jedną - Eysturkommuna.
Nim powstała Eysturkommuna, na jej obszarze istniały inne jednostki administracyjne. W roku 1872 powstała Eysturoyar Prestagjalds kommuna, obejmująca znaczne połacie regionu Eysturoy. Od roku 1894 zaczęły się z niej wyodrębniać mniejsze gminy, między innymi Leirvíkar sóknar kommuna (1918), która po niedługim czasie zmieniła nazwę na Leirvíkar kommuna. Wcześniej, w 1896 wyodrębniła się gmina Nes og Gøtu sókna kommuna, która rozpadła się na dwie – Gøtu sóknar kommuna oraz Nes sóknar kommuna. Z czasem obie zmieniły nazwy na Nes i Gøtu kommuna.

## Populacja
Obecnie w gminie Eysturkommuna mieszka 1 933 osoby. Współczynnik feminizacji wynosi 88 (na 904 kobiety przypada 1 029 mężczyzn). Społeczeństwo jest stosunkowo młode, urodzeni do 10 roku życia są największą grupą mieszkańców (15,52%), zaś osoby po sześćdziesiątym roku życia stanowią niewiele ponad 10% populacji.
Obszary dzisiejszej Eysturkommuny zamieszkiwane są od czasów średniowiecznych. Jedne z najstarszych danych statystycznych odnośnie do ludności pochodzą z lat 60. XX wieku. Mieszkało wtedy na terenie tej gminy ok. 1 200 osób. Liczba mieszkańców zwiększała się praktycznie nieprzerwanie do połowy lat 90., kiedy Wyspy Owcze nawiedził kryzys gospodarki i wielu mieszkańców wyemigrowało do Danii i innych krajów. Od momentu poprawy sytuacji populacja gminy ponownie rośnie, osiągając do tej pory najwyższą wartość w roku 2011, kiedy na jej obszarze mieszkać miało prawie 2 000 osób. Wzrost liczby ludności w ostatnich latach obserwowany jest w trzech większych miejscowościach (Leirvík, Norðragøta oraz Syðrugøta). W pozostałych dwóch (Gøtugjógv i Gøtueiði) liczba ludności zmniejszyła się od 2005 roku.

## Polityka
Obecnie, od jej powstania, burmistrzem Eysturkommuna jest Jóhan Christiansen (Tjóðveldi). W 2012 roku odbyły się wybory do lokalnego samorządu, w którym zasiada dziewięciu radnych. Ich wyniki przedstawiały się następująco:
| Lista | Nazwa partii                                   | Głosy | Procent | Mandaty | Mandaty |
| ----- | ---------------------------------------------- | ----- | ------- | ------- | ------- |
| E     | Republika (Tjóðveldi)                          | 407   | 32,74   | 3       | 0       |
| B     | Partia Unii (Sambandsflokkurin)                | 258   | 20,76   | 2       | 0       |
| C     | Partia Socjaldemokratyczna (Javnaðarflokkurin) | 239   | 19,23   | 2       | 0       |
| F     | Postęp (Framsókn)                              | 172   | 13,84   | 1       | +1      |
| A     | Partia Ludowa (Fólkaflokkurin)                 | 167   | 13,44   | 1       | -1      |
|       | Suma                                           | 1 250 | 100     | 9       | 0       |

| Lista A        | Lista A               | Lista A        | Lista B           | Lista B              | Lista B           | Lista C           | Lista C                      | Lista C           |
| Fólkaflokkurin | Fólkaflokkurin        | Fólkaflokkurin | Sambandsflokkurin | Sambandsflokkurin    | Sambandsflokkurin | Javnaðarflokkurin | Javnaðarflokkurin            | Javnaðarflokkurin |
| Nr             | Kandydat              | Głosy          | Nr                | Kandydat             | Głosy             | Nr                | Kandydat                     | Głosy             |
| -------------- | --------------------- | -------------- | ----------------- | -------------------- | ----------------- | ----------------- | ---------------------------- | ----------------- |
| 1.             | Terje Hansen          | 8              | 1.                | Ólavur Thomsen       | 10                | 1.                | Árni Jacobsen                | 81                |
| 2.             | Sonja á Líðarenda     | 8              | 2.                | Terji Lervig         | 33                | 2.                | Toni í Lon                   | 4                 |
| 3.             | Sonja S. Joensen      | 5              | 3.                | Tanja Jacobsen       | 12                | 3.                | Regin Strømsten              | 6                 |
| 4.             | Katrin Kjartansdóttir | 19             | 4.                | Regin Joensen        | 0                 | 4.                | Oluffa Joensen               | 34                |
| 5.             | Hjalti H. Dalheim     | 52             | 5.                | Hugo Skorastein      | 8                 | 5.                | Nanna Rosa Sleire            | 6                 |
| 6.             | Hallbera Ólavsdóttir  | 4              | 6.                | Hanus Jacobsen       | 112               | 6.                | Jan E. Petersen              | 7                 |
| 7.             | Erland Tvørfoss       | 38             | 7.                | Fríðgerð Heinesen    | 38                | 7.                | Inga í Jógvanstovu           | 3                 |
| 8.             | Bárður á Lakjuni      | 12             | 8.                | Emma Rasmussen       | 45                | 8.                | Hans Mourits Foldbo          | 31                |
| 9.             | Atli F. Hansen        | 10             |                   |                      |                   | 9.                | Hallbjørg Eliassen           | 21                |
| 10.            | Annika K. Joensen     | 11             |                   |                      |                   | 10.               | Dánjal Pauli Gullstein Dalbø | 28                |
|                |                       |                |                   |                      |                   | 11.               | Absalon Joensen              | 16                |
|                | Lista                 | 0              |                   | Lista                | 0                 |                   | Lista                        | 2                 |
| Lista E        | Lista E               | Lista E        | Lista F           | Lista F              | Lista F           |                   |                              |                   |
| Tjóðveldi      | Tjóðveldi             | Tjóðveldi      | Framsókn          | Framsókn             | Framsókn          |                   |                              |                   |
| Nr             | Kandydat              | Głosy          | Nr                | Kandydat             | Głosy             |                   |                              |                   |
| 1.             | Ólavur Olsen          | 68             | 1.                | Súni Eliassen        | 13                |                   |                              |                   |
| 2.             | Tollakur Joensen      | 40             | 2.                | Hákun Andreasen      | 20                |                   |                              |                   |
| 3.             | Rúni Bjarkhamar       | 8              | 3.                | Hjørdis F. Gregersen | 52                |                   |                              |                   |
| 4.             | Ruth Norðgerð Sevdal  | 22             | 4.                | Hartvig S. Joensen   | 16                |                   |                              |                   |
| 5.             | Rani Ingason Hentze   | 5              | 5.                | Hansa M. Glerfoss    | 7                 |                   |                              |                   |
| 6.             | Jóhan Christiansen    | 133            | 6.                | Hanna Jensen         | 58                |                   |                              |                   |
| 7.             | Jonhard Joensen       | 12             | 7.                | Eyðun Hansen         | 4                 |                   |                              |                   |
| 8.             | Bára Joensen          | 25             |                   |                      |                   |                   |                              |                   |
| 9.             | Brandur Jacobsen      | 93             |                   |                      |                   |                   |                              |                   |
|                | Lista                 | 1              |                   | Lista                | 2                 |                   |                              |                   |

Frekwencja wyniosła 88,6% (z 1 403 uprawnionych zagłosowało 1 250 osób). Oddano 5 głosów nieważnych i 2 puste. Pogrubieni zostali obecni członkowie rady gminy Eysturkommuna.

## Miejscowości wchodzące w skład Eysturkommuna
| Miejscowość  | Liczba mieszkańców (01.01.2014) | Krótki opis | Zdjęcie                  |
| ------------ | ------------------------------- | --- | ------------------------ |
| Gøtueiði     | 30                              | Najmniejsza miejscowość w gminie, a jednocześnie najmłodsza – została założona w 1850 roku. Inaczej miejscowość tę nazywa się Undir Gøtueiði. |                          |
| Gøtugjógv    | 41                              | Miejscowość została założona pomiędzy 1584 a 1630 rokiem. Kościół został tam zbudowany pod koniec lat 90. XX wieku. Jego wnętrze projektował, znany na Wyspach Owczych, artysta Tróndur Patursson. | Gøtugjógv.               |
| Í Skálafirði | 0                               | Miejscowość opuszczona w roku 1992. |                          |
| Leirvík      | 852                             | Największa miejscowość w gminie. Do roku 2009 była jedyną osadą w Leirvíkar kommuna. Założono ją jeszcze w czasach wikińskich, około 900 roku, jednak, cała populacja, nie licząc jednej dziewczynki, wymarła w czasie epidemii czarnej śmierci w 1349. Później tereny te zostały ponownie zaludnione. W 1985 roku został poprowadzony tunel o długości 2300 m łączący Leirvík z Klaksvík. | Leirvík w maju 2002.     |
| Norðragøta   | 593                             | Dawniej była stolicą Gøtu kommuna, później przez krótki czas Eysturkommuna. Często, wraz z pobliskimi Gøtueiði, Gøtugjógv i Syðrugøta nazywa się je wspólną nazwą Gøta. Założona jeszcze w czasach wikińskich, była miejscem, z którego wywodził się Tróndur i Gøtu, wiking, który sprzeciwił się chrystianizacji Wysp Owczych. Drewniany kościół w Norðragøta pochodzi z 1833.            | Norðragøta w lecie 2002. |
| Syðrugøta    | 417                             | Często, wraz z pobliskimi Gøtugjógv i Norðragøta określa się je wspólnym mianem Gøta. Została założona między rokiem 1584 a 1630. Znajduje się tam fabryka ubrań z farerskiej wełny Tøting. | Syðrugøta w roku 2008.   |